# Amanda Spratt
Pour les articles homonymes, voir Spratt.
Amanda Spratt, née le 17 septembre 1987 à Penrith, est une coureuse cycliste australienne. Elle est championne d'Australie sur route en 2012, 2016 et 2020.

## Biographie

### Éducation
Amanda Spratt nait à Penrith, dans la banlieue de Sydney. Elle fréquente l'école primaire de Springwood avant de rejoindre le lycée de Blue Mountains. De 2007 à 2008, elle étudie la gestion à l'Université Charles Sturt. En 2012, elle habitait toujours à Springwood. Elle réside cependant la majorité du temps en Italie à Varèse.

### Débuts cyclistes
Elle commence le cyclisme à l'âge de douze ans. Depuis 2009, elle est entraînée par Martin Barras et Gary Sutton. Elle fait partie du club de Penrith. Elle court au sein de l'équipe Jayco-AIS. Elle reçoit de plus une bourse de l'AIS et du NSW Institute of Sport.
En 2004, alors en catégorie juniors, elle participe aux championnats du monde sur piste aux États-Unis, aux Jeux du Commonwealth de la jeunesse, et aux championnats du monde sur route en Italie.
En 2009, elle réalise une saison blanche à cause d'une blessure au dos. Elle est sélectionnée en 2010 dans l'équipe d'Australie pour les championnats du monde sur route. En 2011, elle se classe onzième du Tour de Toscane. À l'Open de Suède Vårgårda, elle fait partie de la formation qui termine quatrième du contre-la-montre par équipes. Elle remporte également le Tour de Feminin - O cenu Ceskeho Svycarska et se classe huitième du Tour de Nouvelle-Zélande.

### Championne d'Australie et sélection aux Jeux olympiques (2012)
En 2012, elle devient professionnelle au sein de l'Orica-AIS. Elle devient championne d'Australie sur route et est quatrième de l'épreuve contre-la-montre. Elle finit également deuxième de la Jayco Bay Classic et quatrième du Ronde van Gelderland. Ces bons résultats lui valent une sélection pour les Jeux olympiques de Londres. Elle termine l'épreuve en ligne hors délai

### 2015
Au Festival luxembourgeois du cyclisme féminin Elsy Jacobs, Amanda Spratt termine troisième du sprint lors de la deuxième étape. Au Tour du Trentin, Amanda Spratt attaque dans la dernière descente et s'impose en solitaire avec environ vingt secondes d'avance.
Lors du Tour de Thuringe, elle  prend la bonne échappée sur la deuxième étape et finit deuxième une seconde derrière Eugenia Bujak. Elle s'échappe de nouveau lors de la sixième étape et termine deuxième derrière sa compagnonne d'échappée Katie Hall. Elle remonte ainsi au classement général. Le matin de la dernière étape très vallonnée, Emma Johansson et Amanda Spratt comptent respectivement trente et trente-deux secondes de retard sur Lisa Brennauer au classement général. Elles les attaques et parviennent à se détacher avec Lauren Stephens et Karol-Ann Canuel. Amanda Spratt termine troisième de l'étape et quatrième du Tour de Thuringe.
Sur le Tour de Norvège, elle suit l'attaque de Megan Guarnier à cinquante kilomètres de l'arrivée durant la première étape. Elle est battue par l'Américaine au sprint. Au terme de l'épreuve, elle est troisième du classement général. Elle est sélectionnée pour les championnats du monde.

### 2016

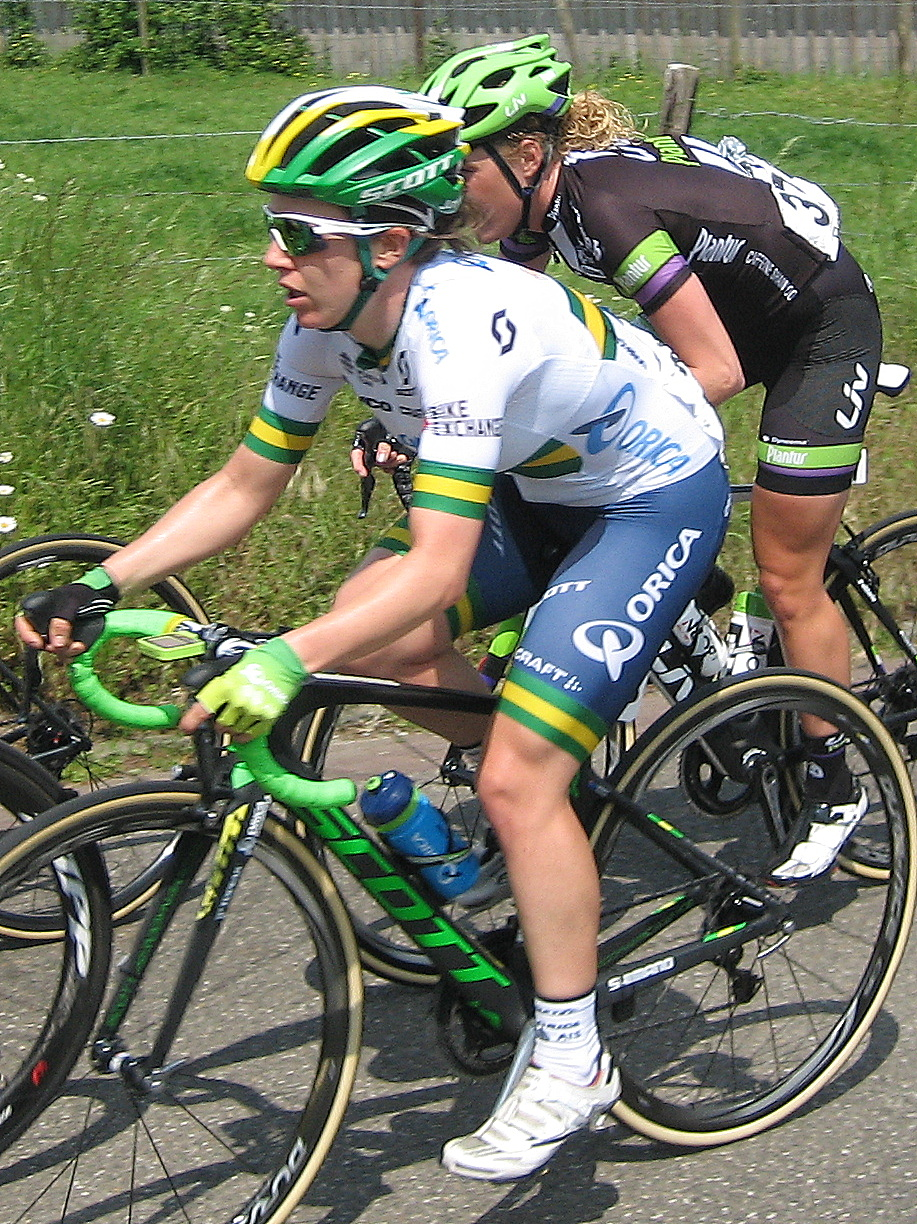
Durant la Hill Classic

À la Cadel Evans Great Ocean Road Race, elle attaque sur le circuit final et compte douze secondes d'avance à neuf kilomètres de l'arrivée. Elle s'impose en solitaire.
Au Women's Tour, sur la troisième étape,  Amanda Spratt fait partie du groupe de onze échappées qui compte jusqu'à deux minutes d'avance. Dans le deuxième prix de la montagne trois favorites accélèrent : Lizzie Armitstead, Ashleigh Moolman et Elisa Longo Borghini. Elles reviennent immédiatement sur la tête de la course. À quinze kilomètres de l'arrivée, la championne du monde attaque de nouveau, suivie par la Sud-Africaine. Elisa Longo Borghini et Amanda Spratt partent à leur chasse et les rejoignent. Dans le sprint sur secteur pavé, Amanda Spratt prend la quatrième place. Elle remonte à la même position au classement général. Elle perd une place le lendemain. La dernière étape n'apportant pas de modification au classement général, elle termine cinquième de l'épreuve. Le 12 juillet, elle apprend sa sélection pour les Jeux olympiques de Rio.

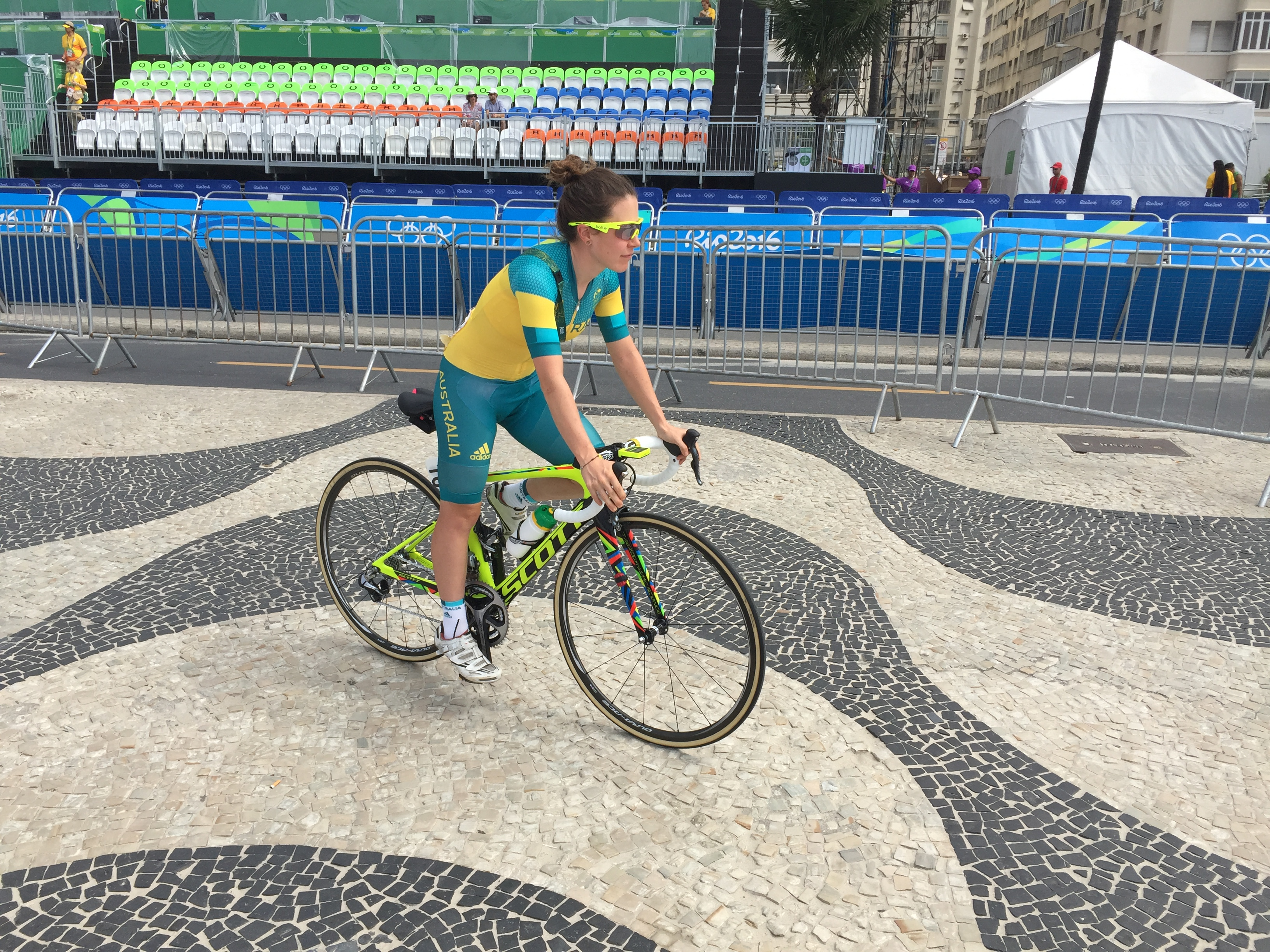
Aux Jeux olympiques de Rio

Sur le Tour de Thuringe, la sixième étape est le théâtre de manœuvre tactique de la part de la formation Orica-AIS. Le profil particulièrement difficile de l'étape produit une sélection dans le peloton qui se présente au pied de la principale ascension de la journée fort de seulement seize coureuses. Dans celle-ci, Amanda Spratt et Elena Cecchini attaquent et distancent leurs poursuivantes. Leur coopération est bonne et elles passent la ligne d'arrivée avec plus de quatre minutes d'avance. Elle se départage au sprint et comme la veille Elena Cecchini doit se contenter de la deuxième place. Amanda Spratt devient deuxième du classement général à plus de trois minutes de l'Italienne néanmoins. Sur la dernière étape, il n'y a pas de changement au classement général : Amanda Spratt est deuxième.
Lors de l'Open de Suède Vårgårda, un groupe de neuf coureuses avec les principales équipes représentées part à mi-course. Il est constitué de : Emilia Fahlin, Amy Pieters, Chantal Blaak, Lotta Lepistö, Maria Giulia Confalonieri, Hannah Barnes, Amanda Spratt, Julia Soek et Shara Gillow. Même si l'avance de cette échappée ne dépasse jamais deux minutes, la poursuite ne s'organisant pas, elle se dispute la victoire. Emilia Fahlin anticipe le sprint et s'impose seule. Derrière Amanda Spratt est septième.

### 2017
Sur l'épreuve en ligne des championnats d'Australie sur route, elle s'échappe avec Lucy Kennedy et Katrin Garfoot dans le final. Amanda Spratt place ensuite une accélération qui permet d'éliminer Lucy Kennedy. Les deux coéquipières se jouent la victoire au sprint. Amanda Spratt est deuxième.
Au Santos Women's Tour, Amanda Spratt attaque sur la première étape à dix kilomètres de l'arrivée. Elle est suivie par Rushlee Buchanan et  Janneke Ensing dans un premier temps, mais parvient à les distancer dans le final. Elle s'impose avec une minute d'avance sur le peloton. Les trois étapes suivantes se concluant par un sprint, Amanda Spratt conserve son maillot de leader du classement général jusqu'au bout.
Sur l'Emakumeen Euskal Bira, dans les tout derniers kilomètres de la deuxième étape, Amanda Spratt part avec Ane Santesteban. Le sprint est montant et l'Australienne prend le dessus sur la Basque. Elle s'empare au passage du maillot blanc de leader du classement général. Elle le perd le lendemain au profit de sa coéquipière Katrin Garfoot. Amanda Spratt cinquième du classement général final.
Au Tour d'Italie, sur la dernière étape, les favorites s'isolent en tête dans la montée du Vésuve. Megan Guarnier se montre la plus rapide devant Amanda Spratt,,. Amanda Spratt est cinquième du  classement général final.
Sur la course en ligne des championnats du monde, à trente-cinq kilomètres de la fin, Amanda Spratt part avec Danielle King, Élise Delzenne et Janneke Ensing, mais elles sont reprises,,.

### La révélation (2018)

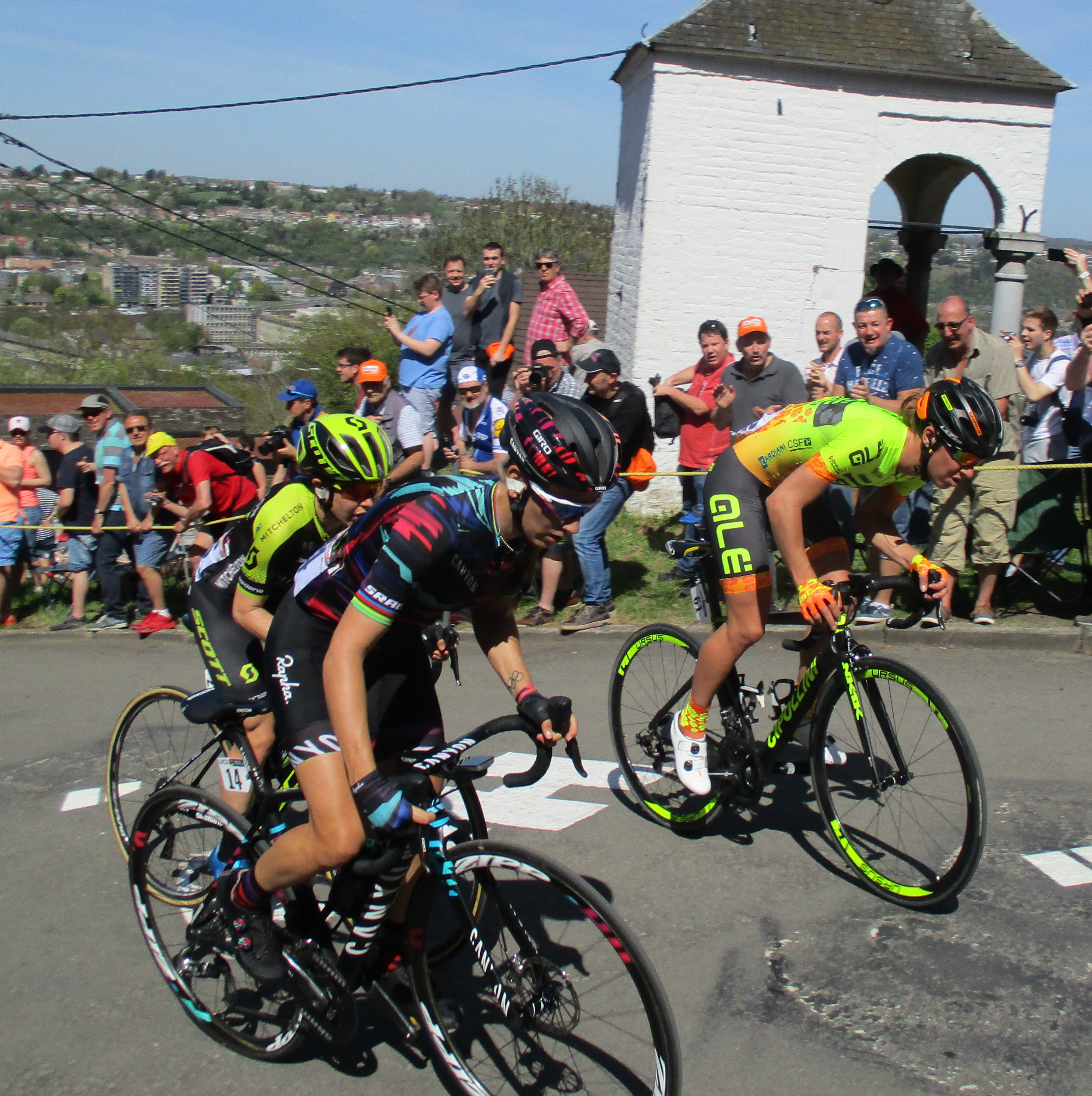
Amanda Spratt dans le groupe de tête sur la Flèche wallonne 2018

Au Santos Women's Tour, sur la deuxième étape qui se conclut par une course de côte, elle se classe troisième huit secondes derrière Katrin Garfoot et Lucy Kennedy. Le lendemain, Linda Villumsen mène une longue échappée et compte jusqu'à cinq minutes d'avance. Dans le final, Amanda Spratt et Lauren Stephens s'échappent. Elles reviennent ensuite sur la Néo-Zélandaise puis profitent de l'ascension de Comet Mine pour la lâcher. Dans la dernière ligne droite, elle aussi en pente, Amanda Spratt devance Lauren Stephens et s'empare de la tête du classement général. Elle remporte le lendemain l'épreuve malgré une chute. Elle apprend une semaine plus tard, que sa prime de victoire passe de 1 549 € à 12 000 €,. En mars, elle réalise son meilleur résultat aux Strade Bianche, en terminant septième. Elle confirme sa bonne forme en finissant quatrième du Trofeo Alfredo Binda. Elle est ensuite tombée malade et n'a donc pas pu faire une partie des classiques flandriennes. Revenue à la compétition le 11 avril sur la Flèche brabançonne, elle a fait partie de l'échappée principale mais s'est fait reprendre à 10 km de l'arrivée.
Sur l'Amstel Gold Race, Spratt fait partie de l'échappée principale qui part à 60 km de l'arrivée. Accompagnée par sept autres coureuses, dont la championne du monde Chantal Blaak, Spratt fait sa part du travail. Une attaque de Blaak, suivie par Alexis Ryan dans l'avant-dernière ascension du Cauberg l'a met en difficulté mais elle revient, comme cinq autres coureuses. Dans l’ascension finale du Cauberg, elle répond à l'attaque de Lucinda Brand et elle réussit à s'isoler avec Blaak et Brand devant. En tête de ce groupe, elle se fait dépasser dans les derniers mètres. Elle termine troisième, son meilleur résultat sur une course World Tour d'un jour.  À la Flèche wallonne, dans la côte de Cherave, Pauline Ferrand-Prévot attaque. Elle est suivie par Megan Guarnier, Janneke Ensing et Amanda Spratt. Elles passent ensemble le mur de Huy et comptent quarante-cinq secondes d'avance au kilomètre quatre-vingt-quatorze. Les équipes non-représentées à l'avant réagissent. Dans la côte de Cherave l'écart descend à vingt secondes. Le groupe d'échappée aborde néanmoins en tête le mur de Huy. Ashleigh Moolman est la première à accélérer à cinq cents mètres du but après avoir repris les fuyardes. La Sud-Africaine est suivie par Anna van der Breggen qui la double sur la fin. Amanda Spratt est cinquième,. Sur Liège-Bastogne-Liège, peu après la Roche-aux-Faucons un groupe dix coureuses se forme. Amanda Spratt profite du surnombre pour sortir. Elle est en tête avec cinquante secondes d'avance à dix kilomètres de l'arrivée. Dans la côte de Saint-Nicolas, Anna van der Breggen et Ashleigh Moolman attaquent de nouveau. La Néerlandaise se montre plus forte et revient seule sur l'Australienne à cinq kilomètres de l'arrivée. À la flamme rouge, elle accélère pour aller s'imposer seule. Amanda Spratt est deuxième.

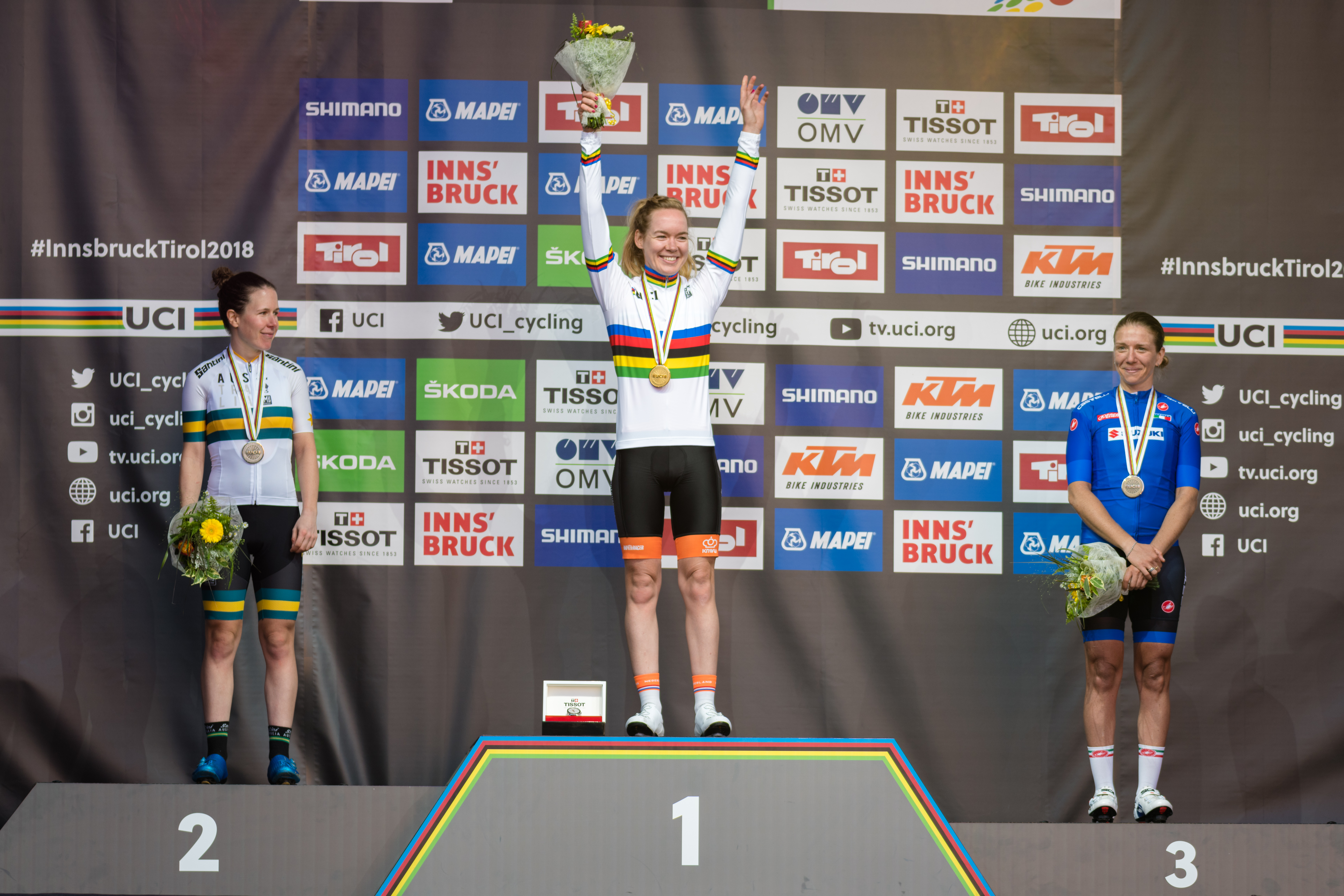
Deuxième des championnats du monde

En mai, elle participe à l'Emakumeen Euskal Bira. Lors de la 4ème et dernière étape, elle s'en va seule à environ 55 kilomètres de l'arrivée dans le Puerto de Urkiola. Elle ne fait qu'augmenter son avance et termine en solitaire. Elle fait coup double puisqu'elle remporte le classement général. Elle remporte ensuite le Grand Prix Cham-Hagendorn, encore en solitaire.
En juillet, elle prend part au Tour d'Italie en tant que co-leader avec Annemiek Van Vleuten. Lors de la 1ère étape, un contre-la-montre par équipes, elle termine deuxième avec ses coéquipières de Mitchelton-Scott. Elle remporte la 6ème étape, après avoir attaqué à 4 kilomètres de l'arrivée, et prend le maillot rose de leader du classement général. Elle le perd le lendemain lors du contre-la-montre individuel au profit de sa coéquipière Annemiek Van Vleuten. Lors de la 9ème étape, qui arrive au Monte Zoncolan, elle finit troisième à un peu moins de trois minutes de Van Vleuten, la gagnante du jour. Elle termine 3ème au classement général, 1ère au classement de la montagne et 2ème au classement par points. 
Sur La Course by Le Tour, elle est équipière de luxe pour Annemiek Van Vleuten et remplit son rôle. Elle ne parvient pas à suivre l'attaque d'Anna van der Breggen dans le Col de la Colombière et termine avec un petit groupe d'outsiders. Elle prend la 8ème place. Le 28 juillet, elle participe à la RideLondon. Elle est dans un rôle de coéquipière pour la sprinteuse Jolien D'Hoore et travaille en tête du peloton pendant une grande partie de la course. Elle termine à la 86ème place.
En août, elle est sélectionnée pour participer aux championnats du monde avec l'Australie. Ensuite, elle participe au contre-la-montre par équipes du Tour de Norvège, épreuve indépendante du Tour, et termine 2e avec ses coéquipières de Mitchelton-Scott. Elle prend ensuite part au Tour de Norvège. Lors de la 1ère étape, elle travaille en tête du peloton, avec Annemiek Van Vleuten, pour revenir sur Karol-Ann Canuel, ce qu'elles parviennent à faire. Elle termine en queue de peloton, à la 25e place. Sur la 2ème étape, elle se met au service de Gracie Elvin et termine 35e. Lors de la 3ème et dernière étape, elle attaque à plusieurs reprises mais ne parvient pas à s'échapper. Elle perd du temps dans le final et finit à la 36e place. Elle est 23ème au classement général.
Elle signe un nouveau top 10 dans une épreuve du World Tour en terminant 5e du Grand Prix de Plouay, après avoir pris quelques mètres d'avance dans le final et avoir lancé son sprint de loin.
Elle prend ensuite part au Boels Ladies Tour. Elle sert de lieutenant à sa coéquipière Annemiek van Vleuten en se mettant dans la rue de leurs adversaires ou en participant à des échappées. Grâce à un bon contre-la-montre lors du dernier jour, elle accroche la 6ème place au classement général. Sur la course en ligne des championnats du monde, Coryn Rivera attaque au sommet de la première ascension de la côte d'Igls et, grâce à une descente rapide, obtient trente secondes d'avance. À cinquante kilomètres de l'arrivée, elle est rejointe par cinq autres coureuses dont Amanda Spratt. Lors de l'ascension suivante, Ellen van Dijk est distancée. L'équipe des Pays-Bas réagit alors. Annemiek van Vleuten et Anna van der Breggen attaquent tour à tour, finalement cette dernière s'extirpe du peloton à quarante-deux kilomètres de l'arrivée. Amanda Spratt lui tient un temps la roue, mais la Néerlandaise est trop forte et part seule. L'Australienne est finalement deuxième à plus de trois minutes de la Néerlandaise,,.

### 2019

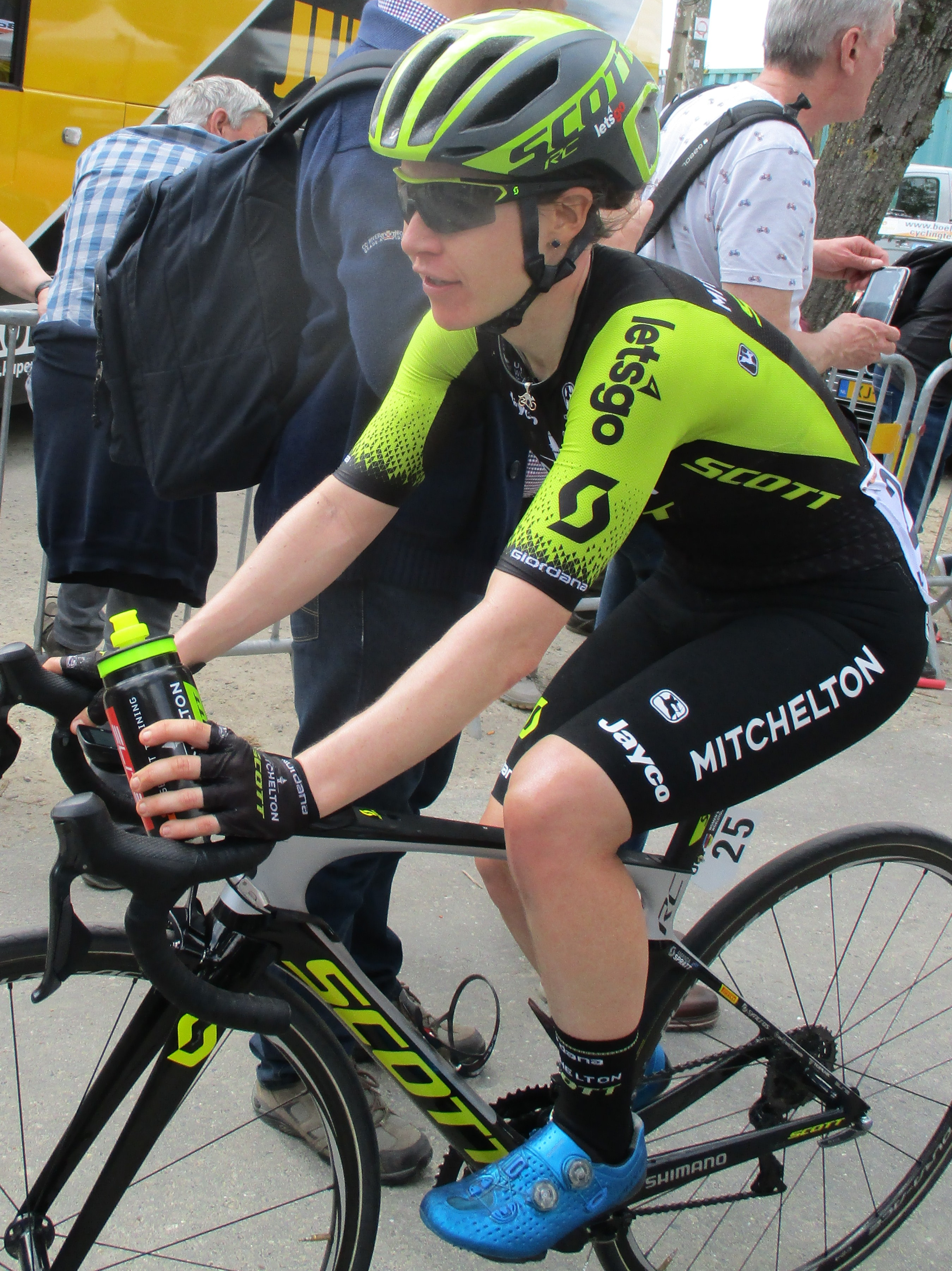
À la Flèche wallonne

Sur la course en ligne des Championnats d'Australie, elle prend la deuxième place derrière la jeune Sarah Gigante, partie seule devant. Sur la deuxième étape du Santos Women's Tour, elle termine en solitaire et prend la tête du classement général. Elle conserve cette place jusqu'à la fin et remporte son troisième Santos Women's Tour consécutif, égalant le record de Jenny MacPherson.
En mars, lors des Strade Bianche, elle chute et est emmenée à l'hôpital à la suite d'un choc à la tête. Elle revient à la compétition lors du Trofeo Binda et termine 2ème, uniquement battue au sprint par Marianne Vos.
Lors des classique de printemps, elle termine 11ème de l'Amstel Gold Race, de la Flèche wallone et de Liège-Bastogne-Liège. En mai, elle signe une 5ème place au Tour de Yorkshire et termine 2ème de la Durango-Durango Emakumeen Saria, derrière sa coéquipière Lucy Kennedy. Lors de l'Emakumeen Euskal Bira, elle remporte la 2ème étape à l'issue de laquelle elle prend le maillot de leader. Elle le perd le dernier jour au profit d'Elisa Longo Borghini et termine à la 2ème place au classement général, à deux secondes de l'italienne.
Sur le Tour d'Italie, elle aide Annemiek van Vleuten à finir première au classement général tout en s'assurant la troisième place, pour la deuxième année consécutive. Lors de La Course by Le Tour, elle s'échappe avec un petit groupe puis seule et n'est reprise qu'à quelques hectomètres de la ligne. Elle remporte le classement de la combativité.
Au Boels Ladies Tour, elle fait partie de l'échappée de quatre se disputant la victoire de la troisième étape et prend la quatrième place. Aux championnats du monde, sur la course en ligne, Annemiek van Vleuten attaque dans la côte de Lofthouse. Amanda Spratt fait partie du groupe de poursuite. Elle réussit à suivre ensuite les meilleures et n'est distancée qu'à cinq kilomètres de l'arrivée par Anna van der Breggen. Elle prend donc la médaille de bronze,.

### 2020
Elle remporte le Championnat d'Australie sur route pour la troisième fois de sa carrière. Sur le Tour Down Under, elle gagne la 2ème étape et prend le maillot de leader, qu'elle perd le lendemain. Elle termine finalement 3ème au classement général.
Elle finit ensuite 3ème de la Cadel Evans Great Ocean Road Race
.
Aux Strade Bianche, elle fait partie de l'échappée de onze coureuses qui se forme peu avant le kilomètre cinquante. Elle sert ensuite de relais pour Annemiek van Vleuten qui s'impose.
Au Tour d'Italie, sur la septième étape, à 1,2 km de l'arrivée, une vague se produit faisant chuter plusieurs coureuses dont Amanda Spratt. Elle passe la ligne mais souffre d'un traumatisme crânien,. Cela conclut sa saison.

### 2021

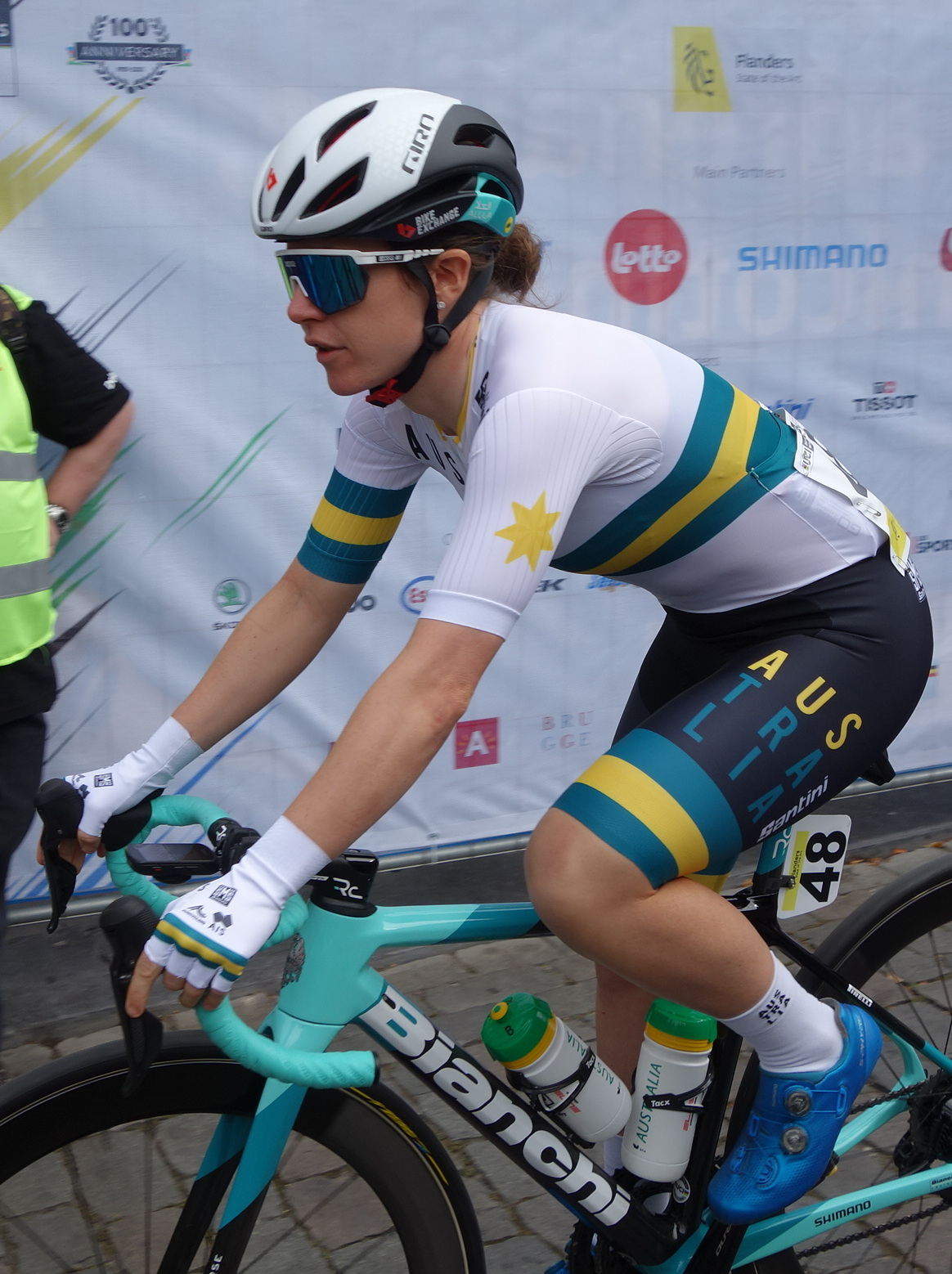
Amanda Spratt au départ des championnats du monde 2021

À l'Amstel Gold Race, Amanda Spratt se classe quatrième. Amanda Spratt prend la neuvième place de la Flèche wallonne, puis la douzième à Liège-Bastogne-Liège.

### 2023
Au championnat d'Australie, Amanda Spratt est troisième de la course en ligne. Au Women's Tour Down Under, sur la deuxième étape, elle attaque dans le Mount Lofty. Elle est reprise dans le dernier kilomètre et se classe dixième. Elle récidive dans l'ultime étape avec une attaque dans la Corkscrew Road à un kilomètre et demi du sommet. Grace Brown la suit à distance. Elle revient au bout de sept kilomètres de descente, soit sous la flamme rouge. Brown devance Spratt au sprint. Amanda Spratt est deuxième du classement général et meilleure grimpeuse. À la Cadel Evans Great Ocean Road Race, dans la dernière difficulté, Nikola Nosková passe à l'offensive, emmenant dans son sillon Amanda Spratt. Seule Loes Adegeest parvient à suivre Spratt. Nosková est distancée dans la partie la plus raide de l'ascension. Sur la replat, Spratt effectue tout le travail. Au sprint, Adegeest devance Spratt. Celle-ci s'empare de la tête du classement World Tour.
Sur Liège-Bastogne-Liège, la côte de Stockeu permet à un groupe avec Amanda Spratt de sortir. Il compte jusqu'à une minute quinze d'avance. À vingt-et-un kilomètre de la ligne, Amanda Spratt est reprise. Elle est ensuite dixième du Tour de France.

## Palmarès sur route

### Palmarès par années
- 2004
  -  Médaillée de bronze du championnat du monde du contre-la-montre juniors
  - 9e du championnat du monde sur route juniors
- 2005
  - 10e du championnat du monde du contre-la-montre juniors
- 2007
  - 2e du championnat d'Australie du contre-la-montre espoirs
  - 3e du Tour de Perth
- 2008
  -  Championne d'Australie du contre-la-montre espoirs
- 2010
  - 3e étape de la Ronde de Bourgogne
  - 3e du Ronde de Bourgogne
- 2011
  - Tour de Feminin - O cenu Ceskeho Svycarska :
    - Classement général
    - 1re étape

  - 4e du contre-la-montre par équipes de l'Open de Suède Vårgårda
- 2012
  -  Championne d'Australie sur route
  - 3e du 7-Dorpenomloop van Aalburg
- 2013
  -  Médaillée de bronze au championnat du monde du contre-la-montre par équipes
  - 3e du contre-la-montre par équipes de l'Open de Suède Vårgårda
  - 4e du Trofeo Alfredo Binda-Comune di Cittiglio
- 2014
  - 2e étape du Santos Women's Tour
  -  Médaillée d'argent au championnat du monde du contre-la-montre par équipes
  - 3e du Santos Women's Tour
  - 4e du contre-la-montre par équipes de l'Open de Suède Vårgårda
- 2015
  - Tour du Trentin
  - 3e du Tour de Norvège
  - 7e du CLM par équipes du Championnat du Monde
  - 8e du contre-la-montre par équipes de l'Open de Suède Vårgårda
- 2016
  -  Championne d'Australie sur route
  - Cadel Evans Great Ocean Road Race
  - 6e étape du Tour de Thuringe
  - 2e du Tour de Thuringe
  - 5e du Women's Tour
  - 7e de la course en ligne de l'Open de Suède Vårgårda
- 2017
  - Santos Women's Tour :
    - Classement général
    - 1re étape

  - 2e étape de l'Emakumeen Euskal Bira
  - 2e du championnat d'Australie sur route
  - 5e du Tour d'Italie
  - 6e de La course by Le Tour de France
  - 8e des Strade Bianche
- 2018
  - Santos Women's Tour :
    - Classement général
    - 3e étape

  - Emakumeen Euskal Bira : 
    - Classement général
    - 4e étape

  - Grand Prix Cham-Hagendorn
  - 6e étape du Tour d'Italie
  -  Médaillée d'argent du championnat du monde sur route
  - 2e de Liège-Bastogne-Liège
  - 2e du contre-la-montre par équipes du Tour de Norvège
  - 3e du Tour d'Italie
  - 3e de l'Amstel Gold Race
  - 4e du Trofeo Alfredo Binda
  - 5e de la Flèche wallonne
  - 5e du Grand Prix de Plouay
  - 6e du Boels Ladies Tour
  - 7e des Strade Bianche
  - 8e de La course by Le Tour de France
- 2019
  - Santos Women's Tour : 
    - Classement général
    - 2e étape

  - 2e étape de l'Emakumeen Euskal Bira
  - 2e du championnat d'Australie sur route
  - 2e du Women's Herald Sun Tour
  - 2e du Trofeo Alfredo Binda-Comune di Cittiglio
  - 2e du Durango-Durango Emakumeen Saria
  - 2e de l'Emakumeen Euskal Bira
  -  Médaillée de bronze du championnat du monde sur route
  - 3e de la Cadel Evans Great Ocean Road Race
  - 3e du Tour d'Italie
- 2020
  -  Championne d'Australie sur route
  - 2e étape du Santos Women's Tour
  - 3e du Santos Women's Tour
  - 3e de la Cadel Evans Great Ocean Road Race
- 2021
  - 4e de l'Amstel Gold Race
  - 9e de la Flèche wallonne
  - 10e de Liège-Bastogne-Liège
- 2022
  - 8e du Tour de Romandie
  - 9e du Simac Ladies Tour
  - 10e de Liège-Bastogne-Liège
- 2023
  - 2e du Women's Tour Down Under
  - 2e de la Cadel Evans Great Ocean Road Race
  - 2e du Trofeo Oro in Euro
  - 3e de la Setmana Ciclista Valenciana
  - 10e du Tour de France
- 2024
  - 1re étape de La Vuelta Femenina (contre-la-montre par équipes)
  - 4e du Women's Tour Down Under
- 2025
  - 4e du Tour de Burgos
  - 6e du Tour du Pays basque
  - 7e du Women's Tour Down Under

### Classements mondiaux
| Année                                 | 2010 | 2011 | 2012 | 2013 | 2014 | 2015 | 2016 | 2017 | 2018 | 2019 | 2020 | 2021 | 2022 | 2023 | 2024 |
| ------------------------------------- | ---- | ---- | ---- | ---- | ---- | ---- | ---- | ---- | ---- | ---- | ---- | ---- | ---- | ---- | ---- |
| Classement UCI                        | 146e | 52e  | 76e  | 54e  | 376e | 36e  | 38e  | 34e  | 4e   | 8e   | 22e  | 50e  | 53e  | 24e  | 98e  |
| UCI World Tour                        |      |      |      |      |      |      | 30e  | 32e  | 4e   | 10e  | 28e  | 28e  | 41e  | 22e  | 53e  |
|                                       |      |      |      |      |      |      |      |      |      |      |      |      |      |      |      |
| Légende : nc = non classéSource : UCI |      |      |      |      |      |      |      |      |      |      |      |      |      |      |      |

### Résultats sur les grands tours

#### Tour d'Italie
11 participations :
- 2012 : non-partante (9e étape)
- 2013 : 23e
- 2014 : 45e
- 2015 : non-partante (6e étape)
- 2017 : 5e
- 2018 : 3e, vainqueure du  du classement de la montagne et de la 6e étape
- 2019 : 3e
- 2020 : non-partante (8e étape)
- 2021 : non-partante (10e étape)
- 2022 : non-partante (8e étape)
- 2025 : 19e

#### Tour de France
3 participations :
- 2022 : non-partante ([[3e étape du Tour de France Femmes 2022|3e étape]])
- 2023 : 10e
- 2024 : abandon ([[7e étape du Tour de France Femmes 2024|7e étape]])

#### Tour d'Espagne
2 participations :
- 2023 : 11e
- 2024 : 18e, vainqueure de la 1re étape (contre-la-montre par équipes)

## Palmarès sur piste

### Championnats du monde
- 2004
  -  Championne du monde la course aux points juniors

### Championnats nationaux
- 2007
  - Championne d'Australie de poursuite par équipes